# 2009 en Syrie
Cet article présente les faits marquants de l'année 2009 en Syrie.

## Évènements

### Janvier
- Mardi 13 janvier 2009 : Selon le ministère du Tourisme, le pays a reçu près de 5,9 millions de visiteurs étrangers, soit une augmentation de 15 % sur 2007, dont près d'un million d'émigrés d'origine syrienne. Les revenus du tourisme se sont élevés en 2008 à près de 3,5 milliards de dollars. Les autorités ont comme ambition de développer désormais le secteur touristique, jusque-là sous-exploité, au moment où le secteur pétrolier est entré en déclin et les projets d'investissements touristiques se sont montés à quelque 8,2 milliards de dollars.

- Vendredi 16 janvier 2009 : Le président Bachar el-Assad appelle à la conférence de Doha les pays arabes ayant des relations diplomatiques avec Israël à fermer leurs ambassades et à rompre tout contact avec l'État hébreu.

- Lundi 5 janvier 2009 : Le président Bachar el-Assad exhorte l'influent dignitaire sunnite Youssef Al-Qardaoui, membre de la puissante confrérie des Frères musulmans, en visite à Damas, à « mobiliser » les peuples arabes et à « intensifier les efforts arabes et islamiques pour faire cesser l'agression sur Gaza et renforcer la position palestinienne »[1].

- Mardi 27 janvier 2009 :
  - À la suite de l'établissement des relations diplomatiques avec le Liban, depuis le 15 octobre dernier, Michel El-Khoury (59 ans), auparavant ambassadeur du Liban à Nicosie et à La Haye, est nommée à Damas.
  - Le ministère français des Affaires étrangères annonce que deux sénateurs français — Jean François-Poncet (vice-président de la commission des Affaires étrangères), et Monique Cerisier-ben Guiga — ont rencontré récemment à Damas « en toute indépendance » des responsables du Hamas, à l'occasion d'une tournée au Proche-Orient, mais sans dire qui étaient les responsables du Hamas rencontrés.

### Février
- Lundi 2 février 2009 : Recevant le ministre irlandais des Affaires étrangères Micheal Martin, le président Bachar el-Assad appelle l'Union européenne à un rôle accru pour régler les problèmes au Proche-Orient qui a entamé à Damas une tournée régionale, soulignant « l'importance d'activer le rôle européen dans la région, ce qui contribuera à trouver les solutions adéquates aux problèmes et à la stabilité dans le monde ».

- Dimanche 8 février 2009 : Le secrétaire d'État français chargé de l'Industrie et de la Consommation, Luc Chatel, accompagné d'une importante délégation d'industriels, est en visite à Damas pour des entretiens concernant différents projets économiques. « Cette visite s'inscrit dans le cadre du rapprochement entre les deux pays et des relations nouvelles entre la Syrie et la France » initiées par les présidents Bachar el-Assad et Nicolas Sarkozy. Il a rencontré le vice-Premier ministre pour les Affaires économiques, Abdallah Dardari. Parmi les projets évoqués, la construction d'une centrale solaire en Syrie et l'établissement d'un bureau de l'Agence française de développement. Deux accords ont été signés, un sur la technologie de l'information et de la communication et un autre dans le domaine de la compétitivité.

- Samedi 21 février 2009 : Rapprochement diplomatique entre la Syrie et les États-Unis, le président Bachar el-Assad reçoit deux membres du Congrès américain, l'influent sénateur John Kerry qui dirige la commission des Affaires étrangères du Sénat et le président de la commission des Affaires étrangères à la Chambre des représentants, Howard Berman. Trois délégations du Congrès américains se sont succédé en moins d'une semaine à Damas; les États-Unis souhaitent obtenir l'aide de la Syrie pour désarmer le Hezbollah chiite libanais[2].

- Vendredi 27 février 2009 : Le chef de la diplomatie saoudienne, le prince Saoud al-Fayçal, affirme souhaiter « une réconciliation entre la Syrie et l'Arabie saoudite sur des bases saines », estimant que la visite de Walid Mouallem a été « très positive » : « Les divergences arabes sont dernière nous, enterrées. On ne va plus parler du passé mais de l'avenir ».

### Mars
- Lundi 16 mars 2009 : Selon l'Organisation nationale des droits de l'homme en Syrie (ONDHS), l'écrivain et opposant Habib Saleh, qui avait appelé à des réformes politiques, a été condamné par une Cour pénale « à trois ans de prison pour avoir publié des informations mensongères en temps de guerre qui affaiblissent le sentiment national et ravivent les dissensions confessionnelles, ainsi que des informations qui affaiblissent le moral de la Nation ».

- Jeudi 19 mars 2009 : 10 personnes dont 8 étudiantes sont mortes noyées « après le chavirement de leur embarcation dans le lac Zarzar dans la campagne de Damas ». Le Lac est situé à une quarantaine de kilomètres au nord-ouest de la capitale syrienne, sur la route menant à Beyrouth.

### Mai
- Mercredi 20 mai 2009 : Libération de l'écrivain et opposant syrien Michel Kilo (68 ans), arrêté en mai 2006, selon la Ligue syrienne de défense des droits de l'Homme. Il avait été condamné en mai 2007 à trois ans de prison après avoir signé une déclaration appelant à la normalisation des relations entre la Syrie et le Liban. Il avait été accusé d'« avoir affaibli le sentiment national » et « porté atteinte à la crédibilité de l'État ». Cette déclaration signée avec plus de 300 intellectuels syriens et libanais, la « déclaration Beyrouth-Damas, Damas-Beyrouth », appelait la Syrie à reconnaître le Liban et à établir de relations diplomatiques entre les deux pays[3].

- Samedi 23 mai 2009 : Ouverture à Damas d'une session ministérielle de l'Organisation de la conférence islamique (OCI). Lors de son discours, le président syrien Bachar el-Assad a qualifié Israël de « grand obstacle à la paix » : « L'échec du processus de paix jusqu'à présent a montré d'une manière flagrante qu'Israël était le grand obstacle à la paix […] Notre expérience avec Israël lors des négociations de paix indirectes par l'intermédiaire de la Turquie en est une nouvelle preuve […] L'échec de l'action politique dans la restitution des droits légitimes à leurs propriétaires donnera le droit à la résistance de faire son devoir pour les récupérer », en référence notamment aux droits des Palestiniens et des Syriens quant à leurs terres occupées[4].

### Juin
- Jeudi 11 juin 2009 : Selon l'ex-président Jimmy Carter, les États-Unis veulent lever les sanctions imposées contre la Syrie et nommer prochainement un ambassadeur et appelle à la « réouverture de l'école américaine à Damas, comme un geste symbolique d'amitié syro-américaine » et exprime son espoir de « voir une reprise rapide des négociations syro-israéliennes reposant sur le retrait israélien du Golan »[5].

- Mardi 16 juin 2009 : L'opposant Mahmoud Issa est libéré après avoir purgé une peine de trois ans de prison. Traducteur et professeur d'anglais, cet ex-détenu politique (1992-2000), arrêté en mai 2006, après avoir signé une déclaration appelant à la normalisation des relations entre la Syrie et le Liban, il avait été condamné en mai 2007 à trois ans de prison. Il avait alors été accusé d'« avoir affaibli le sentiment national et porté atteinte à la crédibilité de l'État ». La libération de Mahmoud Issa intervient quatre semaines après celle de l'écrivain et opposant Michel Kilo, qui a passé trois ans en prison après avoir signé la même pétition[6].

- Mardi 23 juin 2009 : Le Conseil de sécurité de l'ONU proroge, à l'unanimité de ses quinze membres, de six mois supplémentaires le mandat de la force des Nations unies qui, depuis 35 ans, est chargée de veiller au respect du cessez-le-feu sur les hauteurs du Golan, entre la Syrie et Israël, et où près de 20 000 colons juifs sont installés. Le texte appelle une nouvelle fois les parties à « appliquer immédiatement » la résolution 338 du Conseil, de 1973, qui demande le retrait des forces israéliennes des territoires occupés[7].

- Mercredi 24 juin 2009 : Quatre ans après la suspension des relations diplomatiques avec la Syrie, après l'assassinat de l'ancien Premier ministre libanais Rafic Hariri en 2005, la nouvelle administration du président Barack Obama démarre un processus pour envoyer un ambassadeur à Damas, à la suite de la visite mi-juin de l'émissaire américain pour le Proche-Orient, George Mitchell.